# 三公二 (太微垣)
室女座31，又名BD+07 2568，HD 110423、SAO 119538、HR 4829，是室女座的一颗恒星，视星等为5.59，位于銀經296.18，銀緯69.55，其B1900.0坐标为赤經12h 36m 53s，赤緯+7° 69.55′ 20″。